# 格林兄弟幻險記
是一部2005年的美國冒險奇幻電影，由泰利·基咸執導，麥·迪文及希斯·萊傑等主演。電影以19世紀初正被法國侵佔的德國為背景，假想格林兄弟是騙子，扮成魔術師到處行騙，最後卻遇上了真正的魔法麻煩。

## 劇情
片頭開始，幼年的威廉·格林及雅各布·格林兄弟與母親相依為命，還有個重病的妹妹，相信傳說的雅各布卻將用來請醫生的錢從一個騙子手中換得所謂「魔豆」，小妹妹因此不治，威廉自此討厭雅各布。
多年後在被法國拿破崙軍隊佔領的德國，長大成人的格林兄弟利用他們對神話傳說的熟識裝扮成驅除妖邪的魔法師，並運用各種道具與化妝，用來欺騙迷信無知的老百姓。他們讓助手扮成女巫成功騙了一個磨坊主的錢，但隨後被法國警察逮捕。Delatombe將軍令格林兄弟去一個小村落馬巴頓調查多名女孩子無故失蹤的案件，由義大利人馬丘·卡瓦帝負責監督他們倆。
格林兄弟來到小村，找到了獵人安潔莉卡作為響導一同進入黑森林探查，在森林中央他們發現一座高塔，沿著塔還有十二具棺材；傳說古代有一研究黑巫術的邪惡王后為了躲避瘟疫而住在上面，但後來還是死掉了。在林中有一神秘人乘大家不注意時給馬喂下了蜘蛛，當晚在村落裡，馬把一小女孩吞下後跑向森林，格林兄弟與安潔莉卡進入追趕未成，卻發現黑森林的樹木竟開始攻擊他們，卡瓦帝的兩名手下因此被殺。
次日卡瓦帝認定是格林兄弟謀殺了他手下，便將他們押回城堡裡，但格林兄弟最後還是說服了Delatombe將軍讓他們重返森林，並帶上自己原先的助手希力克及邦斯特。雅各布在威廉的協助下想登上高塔一探究竟；同時在小村裡一名小女孩莎夏在打水時被由汙泥組成的「薑餅人」攻擊且吞噬。威廉卻在高塔旁的水池發現該名小女孩浮出水面，並被那個由狼變人的神秘人放進了棺材。雅各布在塔上發現了一面魔鏡，在鏡中可看見美麗的王后和他說話（但事實上是又老又醜的王后用巫術操控的），雅各布最終利用王后的長頭髮跳下高塔，和威廉一起逃回村落，還奪走了狼人的魔斧。他們向村民揭示了魔后的陰謀：蒐集十二名女孩的血，在月蝕之夜喝下，如此便可回復青春。
這時因為希力克及邦斯特的落跑，Delatombe將軍領著軍隊包圍了村落，並宣布要焚燒黑森林及格林兄弟。安潔莉卡趕到救出了他們，一同前往高塔去阻止王后，但途中安潔莉卡發現狼人便是她失蹤已久的父親，隨即被對方抓住放入棺材內，原來安潔莉卡就是計畫中的第十二個女孩。王后用一口氣便將大火吹熄。在高塔前，將軍先開槍殺了不肯執行命令的卡瓦帝，隨即也要殺格林兄弟，但被威廉殺死。兄弟倆一同上了高塔，卻被王后以魔法控制，雅各布失手將刀插入威廉的心臟；這時已恢復美麗的王后卻表示可以治癒威廉，而將插在狼人胸上的釘子轉而插入威廉心內。雅各布忙拿起魔斧打破了魔鏡，王后的身體卻突然像玻璃碎片一直掉落，這時恢復心智的狼人意識到王后幹的壞事，便將魔鏡整個破壞，王后便爆炸了。而在下面醒來的卡瓦帝（他穿的盔甲擋住了子彈）咀咒了王后，整個高塔因此垮落。卡瓦帝解救了雅各布，告訴他小時聽奶媽說過用一個真心的吻就可打破魔咒，於是雅各布吻了安潔莉卡，成功使她與其他女孩子以及威廉都復活了。
片尾格林兄弟和卡瓦帝帶著十二名女孩回到村上與村民團聚，大家一起開心地慶祝著。

## 演員表
- 麥·迪文及希斯·萊傑 飾 威廉·格林及雅各布·格林
- 彼得·斯特曼 飾 馬丘·卡瓦帝（Mercurio Cavaldi）

Delatombe的意大利人手下，原對格林兄弟有成見，但最後和解。此角原由羅賓·威廉斯飾演，但最後並沒成功。
- 琳娜·海蒂 飾 安潔莉卡（Angelika）

找到的響導，十分熟悉有關黑森林的傳說，她父親是一名被鏡后變成狼人的樵夫。導演原意屬森曼花·摩頓。
- 喬納森·普賴斯 飾 General Vavarin Delatombe

殘酷的法國軍官；嘗試燒去整片森林及追殺格林兄弟。
- 蒙妮卡·貝露琪 飾 鏡后（The Mirror Queen）

美艷邪惡的王后，居住在黑森林中央的高塔上；患上腺鼠疫前曾研習黑巫術。妮歌·潔曼因排期問題而推掉此角。
- Mackenzie Crook（英语：Mackenzie Crook）及Richard Ridings（英语：Richard Ridings） 飾 希力克（Hidlick）及邦斯特（Bunst）

的助手，最後被法國士兵殺掉
- Roger Ashton-Griffiths（英语：Roger Ashton-Griffiths） 飾 被格林兄弟所騙的市長
- Tomáš Hanák（英语：Tomáš Hanák） 飾 Woodsman
- Julian Bleach（英语：Julian Bleach） 飾 Letorc
- Anna Rust（英语：Anna Rust） 飾 Sister Grimm

## 延伸閱讀
- Bob McCabe. . London: HarperCollins. October 2006. ISBN 978-0007175567.

## 外部連結
- 互联网电影数据库（IMDb）上《格林兄弟幻險記》的资料（英文）
- AllMovie上《格林兄弟幻險記》的资料（英文）
- 爛番茄上《格林兄弟幻險記》的資料（英文）
- Box Office Mojo上《格林兄弟幻險記》的資料（英文）
- 豆瓣电影上《格林兄弟幻險記》的資料 （简体中文）
- 與場景設計師Guy Dyas的訪談 （页面存档备份，存于）；訪談第二段 （页面存档备份，存于） （英文）
- 與故事板繪畫師的訪談 （页面存档备份，存于） （英文）
- 幕後相片 （英文）
- 搜狐娛樂專題 （页面存档备份，存于）